# Ossidasi alternativa
L'ossidasi cianuro-resistente, o ossidasi alternativa, è un enzima facente parte della catena di trasporto degli elettroni dei mitocondri vegetali, resistente alla tossicità del cianuro, molecola che, nei tessuti animali in respirazione, inibisce la citocromo ossidasi. 
L'enzima catalizza la reazione:
2QH2 + O2 --> 2Q + 2H2O,
e i dati indicano che gli elettroni divergono dalla catena di trasporto verso la via alternativa dal pool dell'ubichinone e l'inibitore specifico di quenzo enzima è l'acido salicilidrossammico (SHAM).
Quando gli elettroni passano alla via alternativa dal pool dell'ubichinone vengono bypassati i complessi III e IV e non si forma ATP e l'energia che avrebbe dovuto normalmente  essere accumulata in questo composto viene liberata sotto forma di energia termica (calore).
Nelle piante l'ossidasi alternativa è associata ad una proteina integrale di membrana di 32 kDa che esiste come dimero di due polipeptidi identici ed è soggetta a due sistemi di regolazione: il primo consiste in cicli di ossidazione-riduzione reversibili di un sistema solfidrile-disolfuro: in particolare, nello stato ridotto l'ossidasi è attiva, mentre nello stato ossidato lo è molto meno; il secondo è la stimolazione dell'attività dell'ossidasi per azione di α-cheto acidi come piruvato ed α-chetoglutarato.

## Funzione ed effetti
Un esempio della sua attività è evidente durante lo sviluppo fiorale di alcuni membri della famiglia della araceae, come la Sauromatum guttatum. Poco prima dell'impollinazione lo spadice è soggetto ad alti tassi respiratori per mezzo della via alternativa che ne causa il riscaldamento. questa condizione di calore causa la volatilizzazione di determinate ammine ed indoli dando un odore putrido che attira gli insetti impollinatori (impollinazione entomofila).
Si è anche supposto che la via alternativa possa servire come una valvola di sfogo di energia per l'accumulo o la sintesi di ATP, in grado di ossidare substrati respiratori che si accumulano più del necessario. In tal senso gli elettroni finiscono nella via alternativa solo quando la catena di trasporto è giunta a saturazione e ciò si verifica se la velocità di respirazione supera la richiesta di ATP da parte della cellula. Alcuni studi ne hanno fatto emergere la sua natura competitiva per gli elettroni con la via principale.
Sono emersi dati a favore del suo ruolo in condizioni di stress quali gelo, siccità e osmotici, molti dei quali possono inibire la respirazione mitocondriale. Risucchiando elettroni dalla catena di trasporto l'ossidasi alternativa previene la sovrapproduzione potenziale di pool dell'ubichinone che, se lasciata a sé, porterebbe alla formazione di deleterie specie reattive con l'ossigeno come anioni superossido e radicali ossidrilici.
In questo modo la via alternativa può attenuare gli effetti inibitori dello stress sulla respirazione.